# ミュージカル映画ベスト
ミュージカル映画ベスト（AFI's Greatest Movie Musicals）は、AFIが「AFIアメリカ映画100年シリーズ」の一環として2006年に選出したアメリカのミュージカル映画の一覧である。 

## 選出作品一覧
1. 雨に唄えば
2. ウエスト・サイド物語
3. オズの魔法使
4. サウンド・オブ・ミュージック
5. キャバレー
6. メリー・ポピンズ
7. スタア誕生
8. マイ・フェア・レディ
9. 巴里のアメリカ人
10. 若草の頃
11. 王様と私
12. シカゴ
13. 四十二番街
14. オール・ザット・ジャズ
15. トップ・ハット
16. ファニー・ガール
17. バンド・ワゴン
18. ヤンキー・ドゥードゥル・ダンディ
19. 踊る大紐育
20. グリース
21. 掠奪された七人の花嫁
22. 美女と野獣
23. 野郎どもと女たち
24. ショウボート
25. ムーラン・ルージュ

## 候補作一覧
180作品が候補作としてノミネートされた。以下に選出作品以外の一覧を示す。
- アラジン
- 世紀の楽団
- ふしぎの国のアリス
- 錨を上げて
- アニーよ銃をとれ (en:Annie Get Your Gun (film))
- 青春一座 (en:Babes in Arms (film))
- en:Babes in Toyland (1934 film)
- ブロードウェイ (en:Babes on Broadway)
- ブロードウエイのバークレー夫妻 (en:The Barkleys of Broadway)
- 世紀の女王 (en:Bathing Beauty)
- ビンゴ・パーティ (en:Beach Blanket Bingo)
- ベルズ・アー・リンギング (en:Bells Are Ringing (film))
- 百万弗大放送 (en:The Big Broadcast of 1938)
- ジャンボ (en:Billy Rose's Jumbo (film))
- ブルー・スカイ (en:Blue Skies (film))
- ブリガドーン (en:Brigadoon (film))
- ブロードウェイ・メロディー
- 踊るニュウ・ヨーク
- バイ・バイ・バーディー
- キャビン イン ザ スカイ (en:Cabin in the Sky)
- カラミティ・ジェーン
- en:Call Me Madam (film)
- カルメン
- 回転木馬 (en:Carousel (film))
- チキ・チキ・バン・バン
- シンデレラ
- ダニー・ケイの黒いキツネ
- カバーガール (en:Cover Girl (film))
- 足ながおじさん
- 泥酔夢 (en:Dames)
- くたばれ!ヤンキース (en:Damn Yankees (film))
- en:A Damsel in Distress (1937 film)
- ディック・トレイシー
- ドリー・シスターズ (en:The Dolly Sisters (film))
- 遥かなるアルゼンチン (en:Down Argentine Way)
- デュバリイは貴婦人 (en:DuBarry Was a Lady (film))
- ダンボ
- イースター・パレード
- エビータ
- フェーム
- 屋根の上のバイオリン弾き
- 空中レヴュー時代 (en:Flying Down to Rio)
- 艦隊を追って
- フットライト・パレード (en:Footlight Parade)
- フォー・ミー・アンド・マイ・ギャル en:For Me and My Gal (film)
- パリの恋人
- バズビー・バークリーの集まれ!仲間たち (en:The Gang's All Here (1943 film))
- コンチネンタル
- 紳士は金髪がお好き
- 恋の手ほどき
- 女はそれを我慢できない
- ガール・クレイジー (en:Girl Crazy (1943 film))
- ゴールド・ディガース (en:Gold Diggers of 1933)
- ゴールド・ディガース36年 (en:Gold Diggers of 1935)
- 華麗なるミュージカル (en:The Goldwyn Follies)
- en:Good News (films)
- 歌劇王カルーソ (en:The Great Caruso)
- 巨星ジーグフェルド
- ジプシー (en:Gypsy (1962 film))
- ヘアー
- 風来坊 (en:Hallelujah, I'm a Bum (film))
- アンデルセン物語 (en:Hans Christian Andersen (film))
- ハーヴェイ・ガールズ (en:The Harvey Girls)
- ヘドウィグ・アンド・アングリーインチ
- ハロー・ドーリー!
- 上流社会
- スイング・ホテル
- 聖林（ハリウッド）ホテル (en:Hollywood Hotel (film))
- 努力しないで出世する方法 (en:How to Succeed in Business Without Really Trying (film))
- ノートルダムの鐘
- グッド・オールド・サマータイム (en:In the Good Old Summertime)
- いつも上天気 (en:It's Always Fair Weather)
- 監獄ロック
- ジャズ・シンガー
- ジョルスン物語
- ジャングル・ブック
- en:Kid Millions
- キング・オブ・ジャズ (en:King of Jazz)
- キスメット (en:Kismet (1955 film))
- キス・ミー・ケイト
- わんわん物語
- 魅惑の巴里
- ライオン・キング
- リトル・マーメイド
- リトル・ショップ・オブ・ホラーズ
- 情欲の悪魔 (en:Love Me or Leave Me (film))
- 今晩は愛して頂戴ナ (en:Love Me Tonight)
- ラヴ・パレード
- 君若き頃
- メリィ・ウィドウ (en:The Merry Widow (1934 film))
- マイアミの月 (en:Moon Over Miami (film))
- en:Mother Wore Tights
- マペットの夢見るハリウッド (en:The Muppet Movie)
- ザ・ミュージック・マン (en:The Music Man (1962 film))
- 浮かれ姫君
- 水着の女王 (en:Neptune's Daughter (1949 film))
- ニューヨーク・ニューヨーク
- オペラは踊る
- オクラホマ!
- オリバー!
- 晴れた日に永遠が見える (en:On a Clear Day You Can See Forever (film))
- ムーンライト・ベイ (en:On Moonlight Bay (film))
- 陽気な街 (en:On the Avenue)
- オーケストラの少女
- 恋の一夜
- パジャマゲーム (en:The Pajama Game (film))
- 夜の豹 (en:Pal Joey (film))
- ペニーズ・フロム・ヘブン
- ピーター・パン
- ピノキオ
- 踊る海賊
- テンプルの福の神
- ポギーとベス (en:Porgy and Bess (film))
- プリンス/パープル・レイン
- 農園の寵児
- ロッキー・ホラー・ショー
- 洋上のロマンス (en:Romance on the High Seas)
- 恋愛準決勝戦
- 1776 (en:1776 (film))
- 踊らん哉
- ショウ・ボート
- 絹の靴下
- 眠れる森の美女
- 白雪姫
- 南部の唄
- 南太平洋
- サウスパーク/無修正映画版
- ロッキーの春風 (en:Springtime in the Rockies)
- en:Star Spangled Rhythm
- ステート・フェア (en:State Fair (1945 film))
- ストーミー・ウェザー (en:Stormy Weather (1943 film))
- ストライク・アップ・ザ・バンド (en:Strike Up the Band (film))
- サマー・ストック (en:Summer Stock)
- 銀嶺セレナーデ (en:Sun Valley Serenade)
- サニー・サイド・アップ (en:Sunny Side Up (film))
- 有頂天時代
- 私を野球につれてって
- en:Thank Your Lucky Stars (film)
- en:That Night in Rio
- ショウほど素敵な商売はない
- モダン・ミリー
- 土曜は貴方に (en:Three Little Words (film))
- en:Till the Clouds Roll By
- ティン・パン・アレー (en:Tin Pan Alley (film))
- 不沈のモリー・ブラウン (en:The Unsinkable Molly Brown (film))
- ビクター/ビクトリア
- ラスベガス万才 (en:Viva Las Vegas)
- ホワイト・クリスマス
- フーピー (en:Whoopee! (film))
- 夢のチョコレート工場
- ワーズ&ミュージック (en:Words and Music (1948 film))
- 愛のイエントル
- 晴れて今宵は (en:You Were Never Lovelier)
- ジーグフェルド・フォリーズ (en:Ziegfeld Follies (film))
- 美人劇場